# Vận chuyển thú cưng
Vận chuyển thú cưng hay giao nhận thú cưng (Pet shipping) là một ngành công nghiệp vận chuyển liên quan đến việc chuyên chở động vật, cụ thể là các loại thú cưng và thường bằng máy bay. Khác với việc vận chuyển động vật là gia súc, gia cầm thông thường được vận chuyển đại trà theo đường bộ thì các loại thú cưng là mặt hàng đặc biệt được sự quan tâm của chủ nhân do đó dịch vụ này phải có sự tiện lợi và thoải mái cho thú cưng đồng nghĩa với giá cả tương ứng. Dịch vụ vận chuyển thú cưng là giải pháp gửi "hàng hóa đặc biệt" dành riêng cho các cá nhân hay tổ chức bán động vật cảnh. Cơ quan đặc trách về công nghiệp vận chuyển vật nuôi trên toàn thế giới là Hiệp hội Vận chuyển Vật nuôi và Động vật Quốc tế (International Pet and Animal Transportation Association).

## Tổng quan
Dịch vụ này thường được sử dụng khi chủ nhân của động vật đang chuyển nhà. Tuy nhiên, nó cũng có thể được sử dụng khi vận chuyển động vật vì những lý do khác, chẳng hạn như để trình diễn trong các buổi biểu diễn dành cho chó. Các thiết bị và yêu cầu khi vận chuyển thu cưng như vi mạch vật nuôi, tiêm phòng, xét nghiệm bệnh dại, giấy phép nhập khẩu và giấy chứng nhận sức khỏe có thể được yêu cầu để vận chuyển thú cưng. Một số giống chó nhất định bị cấm trong quá trình này do sự gia tăng rủi ro liên quan. Hình thức vận chuyển thú cưng bằng máy bay phát triển rất mạnh, bởi tính nhanh chóng, an toàn hơn cho thú cưng nhưng lưu ý là cước phí khi vận chuyển khá đắt đỏ và thủ tục rắc rối, các thủ tục cho việc xuất cảnh thú nuôi ra nước ngoài vô cùng rườm rà.
Số liệu thống kê cho thấy có khoảng hai triệu động vật thuần hóa được đem lên các chuyến bay thương mại mỗi năm. Các vật nuôi thuần hóa đã được lai tạo có chọn lọc và thích nghi về mặt di truyền để sống bên cạnh con người, bao gồm chó, mèo, chim, thỏ, chuột lang, chuột kiểng và chuột Hamster. Chó và mèo là những loại thú cưng được vận chuyển phổ biến nhất. Từ tổng lượng vật nuôi được vận chuyển qua máy bay mỗi năm, 58% đối với chó và 22% là những chú mèo. Hoạt động vận chuyển thú cưng đã tăng lên đáng kể trong thế kỷ 21. Các yếu tố góp phần vào sự gia tăng này bao gồm sự gia tăng toàn cầu của quyền sở hữu vật nuôi và chi phí cao liên quan đến việc chăm sóc vật nuôi.
Vận chuyển vật nuôi được cho là cùng có lợi cho cả chủ sở hữu và doanh nghiệp, vì một số người sẽ không đi du lịch mà không có vật nuôi của họ và các hãng hàng không do đó nhận được nhiều nhu cầu hơn để bay cùng họ. Có đến 37% chủ sở hữu đã chọn không đi du lịch để ở nhà với con chó của họ, vì 9 trong số 10 hộ gia đình coi con chó của họ là một phần của gia đình. Báo cáo hàng năm của Bộ Giao thông Vận tải của Mỹ cho biết hơn nửa triệu vật nuôi đã lên những chuyến bay vào năm 2016 và trong số này, 26 con vật đã chết và 22 con đã bị thương. Một phần ba trong số này xảy ra trên các hãng hàng không United. Theo Humane Society, nguyên nhân phổ biến khiến động vật chết trong quá trình vận chuyển là nhiệt độ quá nóng hoặc quá lạnh, hệ thống thông gió kém và cách xử lý thô bạo của nhân viên giao nhận.
Ngày nay, nhiều người không ngại ngần móc hầu bao, chi cho những thủ tục vận chuyển thú cưng xuất ngoại với mức giá cao, để mang vật nuôi theo các chuyến xuất ngoại dài ngày, nhiều người thường lựa chọn giải pháp vận chuyển bằng đường hàng không nên chi phí khá cao. Tuy nhiên, chi phí vận chuyển chỉ là một phần mà các khâu làm thủ tục theo đúng quy định vận chuyển của các hãng hàng không, chi phí đắt đỏ nhất phải kể đến dịch vụ làm thủ tục vận chuyển xuất cảnh cho vật nuôi đi cùng thân chủ một cách an toàn. "Dịch vụ này chúng tôi thường gọi vui là làm "visa" cho thú cưng xuất ngoại" và được gọi là hộ chiếu thú cưng (Pet passport), loài vật nuôi được yêu cầu vận chuyển nhiều nhất là chó, mèo. Do tính chất phức tạp cũng như trọng lượng khá lớn nên tiêu tốn chi phí khá cao, những loài động vật kiểng khác như nhím kiểng, gà kiểng, chuột Hamster, chim kiểng đơn giản hơn nên giá thành vận chuyển thấp hơn hơn. 

## Thủ tục
Nếu cho thú cưng đi du lịch trong nước, thủ tục đỡ rườm rà hơn xuất cảnh ra nước ngoài, bởi tính chất quãng đường, có thể lựa chọn nhiều phương tiện khác nhau. Tuy nhiên, hầu như khách hàng đều lựa chọn việc vận chuyển thú cưng bằng đường hàng không, dù chi phí khá cao so với vận chuyển bằng các phương tiện khác; đổi lại sẽ an toàn, nhanh chóng và đảm bảo sức khoẻ cho con vật. Tuy nhiên, không phải hãng hàng không nào cũng nhận vận chuyển động. Mặc dù được coi như hành lý nhưng loại hành lý đặc biệt cũng được các hãng có máy bay thiết kế khoang riêng dành cho động vật mới có đủ điều kiện vận chuyển. Trong khoang này có chứa oxy, có ánh sáng đảm bảo sức khoẻ cho động vật cảnh trong suốt thời gian di chuyển.
Để hoàn thiện thủ tục xuất cảnh cho vật nuôi, đòi hỏi người làm dịch vụ phải nắm rõ quy định xuất, nhập cảnh của từng nước. Một số nước như: Anh, Úc, việc nhập chó, mèo phải tuân thủ quy định riêng về cách ly kiểm dịch. Theo anh Hải, giá cước vận chuyển sang các nước châu Âu khá cao, chưa kể đến việc một số nước khối EU còn yêu cầu xét nghiệm huyết thanh của chó, mèo để xác định nồng độ kháng thể miễn dịch chống bệnh dại phải đạt tiêu chuẩn từ 0,5 UI/1ml huyết thanh trở lên mới được phép nhập vào nước họ. Theo đó, việc thăm khám cho vật nuôi phải kỹ càng, không thể làm đối phó. Hầu như các hãng hàng không đều không có dụng cụ vận chuyển động vật cảnh nên mình phải kiêm luôn cả việc chuẩn bị lồng hoặc chuồng vận chuyển riêng cho động vật theo đúng yêu cầu của hãng hàng không.
Thời gian vận chuyển thú cưng sẽ khác nhau tùy theo hành trình đường bay (trung bình dao động trong vài tiếng đồng hồ để đảm bảo sức khỏe của thú cưng). Đối với mỗi động vật cảnh, quy trình gửi giao thú cưng đi sẽ khác nhau, có một số giống chó, mèo rất dễ bị tổn thương khi đi máy bay nên một số hãng sẽ không vận chuyển một số loại chó mèo đặc biệt. Chó, mèo hay động vật cảnh trước khi vận chuyển cần đảm bảo có sức khỏe tốt, không bị bệnh, đã được tiêm phòng đầy đủ. Những động vật cảnh đang mang thai sẽ không được vận chuyển, có thể sử dụng lồng chuyên dụng hoặc lồng của cá nhân tuy nhiên lồng vận chuyển cần đảm bảo phù hợp với kích thước của động vật cảnh. Động vật cảnh trong lồng có thể dễ dàng vận động trong lồng (đứng, ngồi, nằm, xoay thân, trở mình), chất liệu lồng chắc chắn, cửa lồng phải được khóa chắc chắn, không có gờ sắc nhọn khiến động vật cảnh hay hành khách bị thương khi quẹt phải, đáy lồng làm bằng vật liệu cứng, không thấm nước để phòng khi vận nuôi tiểu tiện.